# Antoine Guillemet

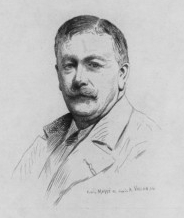
Antoine Guillemet, um 1897

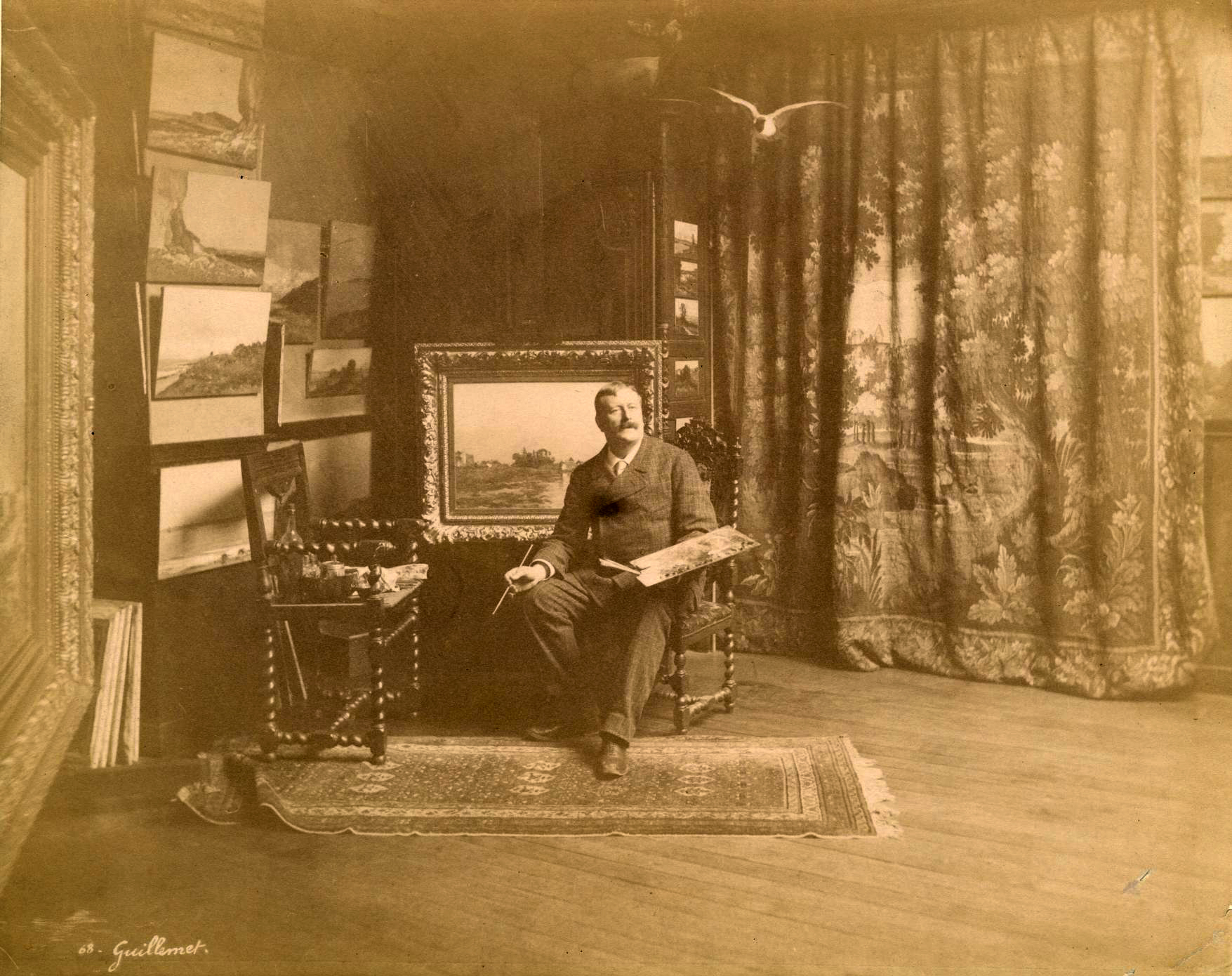
Antoine Guillemet

Jean Baptiste Antoine Guillemet (* 30. Juni 1841 in Chantilly; † 1918 im Département Dordogne) war ein französischer Landschaftsmaler im Stil des Impressionismus.

## Leben

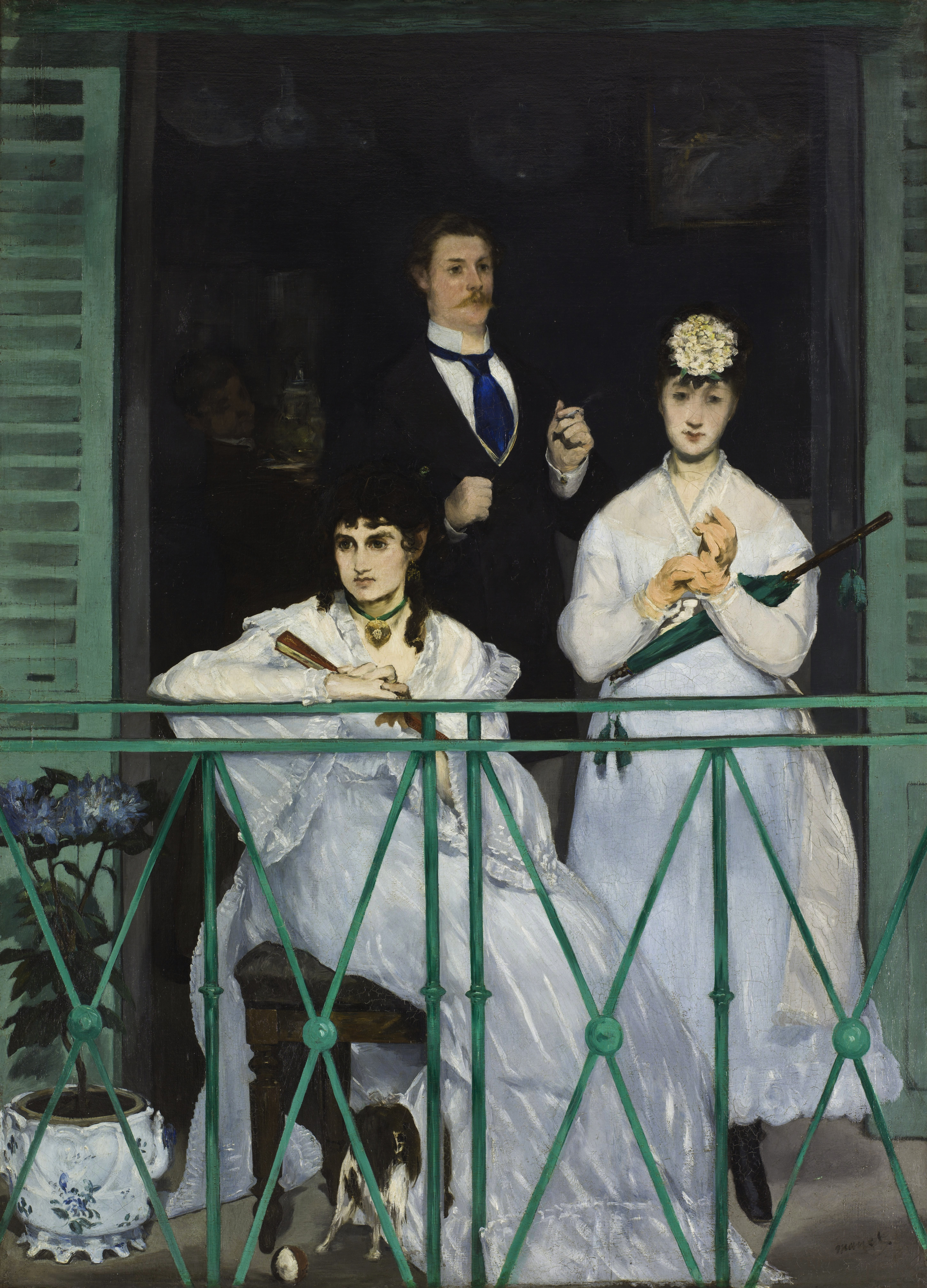
Édouard Manet: Der Balkon. Antoine Guillemet im Hintergrund

Guillemets Karriere begann im Jahr 1859, als er den Auftrag bekam, eine Kopie des berühmten Gemäldes von Géricault, Das Floß der Medusa  zu malen. Berthe Morisot stellte den jungen Guillemet 1861 Jean-Baptiste Camille Corot vor. Diese Bekanntschaft gab ihm die Gelegenheit, zahlreiche Maler der Avantgarde, wie beispielsweise Édouard Manet, Camille Pissarro, Alfred Stevens, Claude Monet und Gustave Courbet, kennenzulernen.
Impressionist war er etwa ab 1872 nach naturalistischen Anfängen. Er war lange Zeit mit dem Schriftsteller Zola befreundet, der in ihm „le génie attendu“, das erwartete Genie, sah. Zola wurde durch ihn inspiriert, seinen Malerroman L'Œuvre (Das Werk) zu schreiben. 

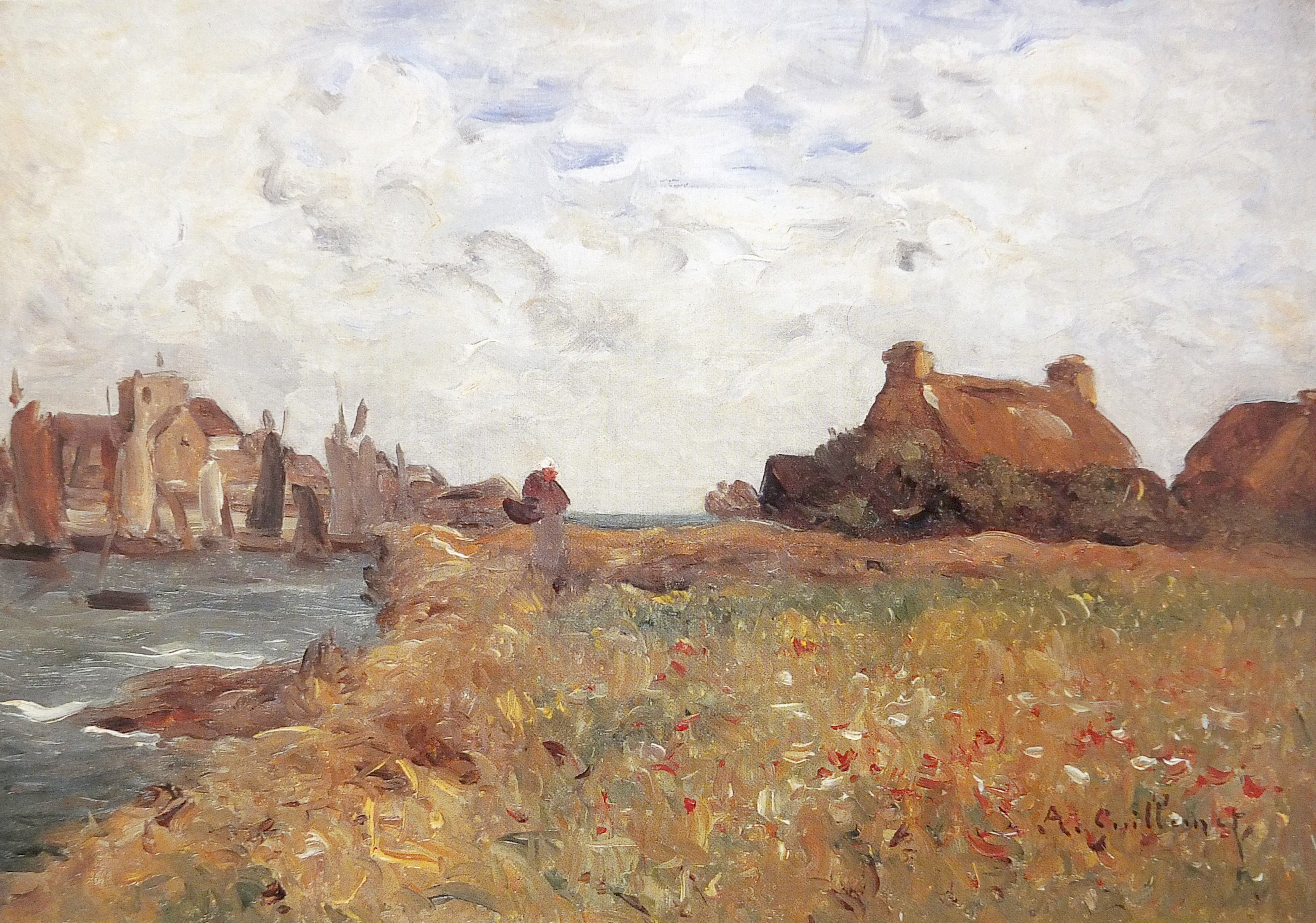
Le port de Barfleur, o. J.

Da er erfolgreich war und mit Ehrungen ausgezeichnet wurde (Ritter der Ehrenlegion 1880; Officier 1896; Commandeur 1910), „half er Monet und unterstützte Paul Cézanne. Die Aufnahme des einzigen Gemäldes von Cézanne, das jemals im Salon in Paris ausgestellt wurde, geschah auf seine Intervention hin, als er Mitglied der Jury im Jahr 1882 war.“
Ab 1881 besuchte Guillemet die Landschaften des Cotentin in der Normandie und besonders das Val de Saire, die ihn innerhalb von neun Jahren zu zahlreichen Gemälden inspirierten. 
Édouard Manet stellte Antoine Guillemet auf seinem berühmten Gemälde Der Balkon dar.